# Carrington, Dakota de Nord
Carrington este sediul comitatului Foster (conform originalului din engleză, Foster County), unul din cele 53 de comitate ale statului american Dakota de Nord. Populația fusese de 2.065 de locuitori la recensământul din 2010. Carrington a fost fondat în 1883.
1. ↑  2010 U.S. Gazetteer Files, accesat în 9 iulie 2020